# ハレ (ザーレ)

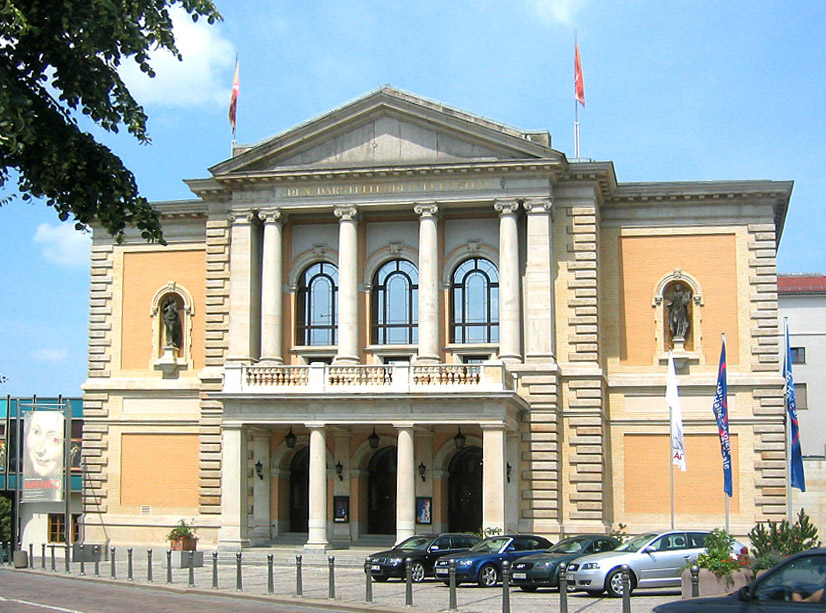
歌劇場

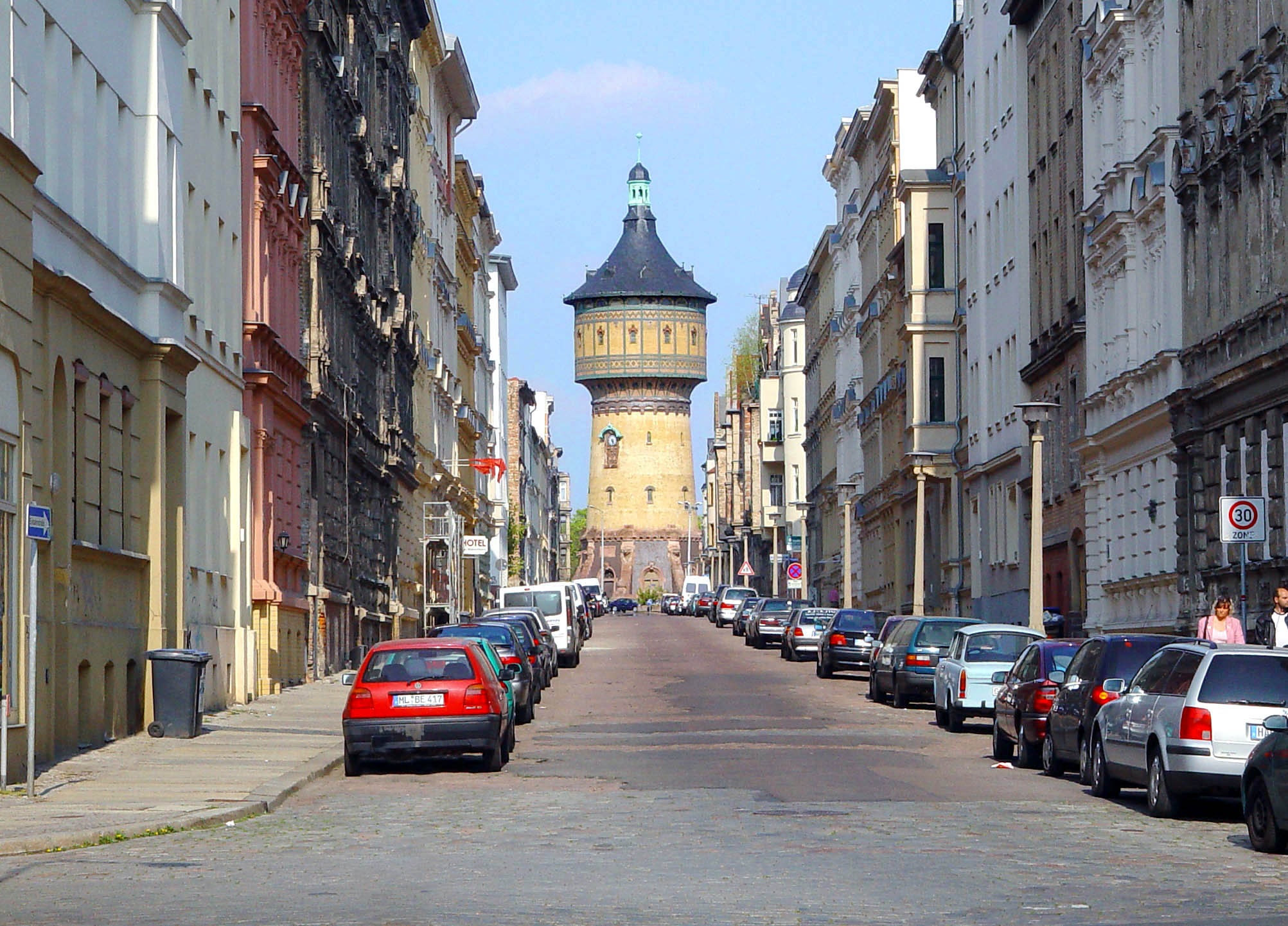
給水塔

ハレ (ザーレ)（Halle (Saale), 1995年まで：Halle/Saale）は、ドイツ連邦共和国ザクセン＝アンハルト州の都市である。かつてはプロイセン王国、戦後は東ドイツに属した。人口は約24万人である。都市名はハレ・アン・デア・ザーレ(Halle an der Saale)とも表記される。

## 地勢
ザーレ川沿いに位置する。古くから製塩によって栄えてきた。近隣の都市としては、約35km南東にライプツィヒ、約75km北にマクデブルクが位置する。

## 歴史
「ハレ」という語はケルト語で「塩」の意味とされるが、古いドイツ語で「製塩所」を意味するという説も行われている。
ハレは濃い塩水を出す塩水泉があり、近辺にはヨーロッパでもっとも古い青銅器時代の製塩所跡がある。北ドイツは一般に塩に乏しいが、ハレは例外的だった。
806年 ≫Halla≪と称する地の近くに、城砦が築かれた。東フランク王国 ハインリヒ1世の下にザーレ川東岸に成立したギービヒェンシュタイン城（Burg Giebichenstein）は付属する製塩所とともに961年 マクデブルクのモーリッツ修道院に帰属した。塩泉の側に11世紀モーリッツ教会と旧市場開設地（der Alte Markt）とともに、市壁をめぐらしたと思われる職人集落が生まれた。アイスレーベン（Eisleben）とライプツィヒを結ぶ街道に位置し、都市の初期形態をなしていた。これは≫Das Thal≪あるいは≫Die Halle≪である。その北にはニコライ教会（1116年建造）を擁する商人集落が形成された。12世紀中頃、1151年設立のマリア教会（Marienkirche）を有する新市場開設地（der neue Markt）が4個の街道が交わる地点に設置された。1200年前とされる大周壁の内部に、マクデブルク法を授与された市民共同体（Bürgergemeinde）が成立した。この都市法はライプツィヒが引き継いだ。12世紀以降いくつかの修道院や律院が生まれた。
≫Das Thal≪は最初、国王の裁判管轄権（Gerichtsbarkeit）に、後にマクデブルク大司教の「塩伯」（erzbischoflicher Salzgraf）の裁判管轄権に服した。一方、上部地区（Oberstadt）は「シュルトハイス」（Schultheiß）の裁判管轄権に服した。重罪裁判所（Hochgericht）は城伯（Burggraf）の手にあった。1258年に設置された参事会（Rat）は、1263年マクデブルク大司教の上記3統治機関（Herrschaftsträger）からの独立を貫徹し、1310年には完全な自治を獲得した。13世紀末期から15世紀末期までハンザ同盟に加盟し繁栄した。1324年には、マクデブルク市と同盟を結び、都市君主たるマクデブルク大司教に対抗した。同大司教との抗争は中世末まで続いた。参事会における製塩業者（Salzpfänner）の優越に対抗して「イヌング」（Innung）と「ゲマインハイト」（Gemeinheit）はマクデブルク大司教の助力を得て製塩業者の無力化に成功したが、ハレ市は自治権を完全に失い、都市君主たるマクデブルク大司教に全面的に屈服した。そのシンボルが、市の北西部に1484年以降建設がなされたモーリッツブルク城（Moritzburg）である。1480年 ハレ市は約54 haの城壁内に7000人の住民を擁していた。
1478年にマクデブルク大司教領となり、1503年以降、大司教座がハレに置かれた。宗教改革が始まると、大司教アルブレヒト・フォン・ブランデンブルクはハレをルター派のヴィッテンベルクに対抗する反プロテスタントの牙城にしようと努力したが失敗し、1541年にハレを去った。その後ハレはプロテスタントの都市になった。
三十年戦争中、1635年のプラハ条約によってザクセン選帝侯ヨハン・ゲオルク1世の子のアウグストがマクデブルク大司教領を支配するが、1680年にアウグストが没すると、ヴェストファーレン条約での取り決めに従って世俗化されてブランデンブルク＝プロイセン領マクデブルク公国となった。
1694年にFridericiana大学が設立され、クリスティアン・ヴォルフ、クリスティアン・トマジウス等を擁してドイツ啓蒙主義の中心地の一つへと発展した。大学の発展とともに出版業が隆盛を極め、1730年代の見本市カタログによれば、ドイツ語圏最大の書籍出版・販売地ライプツィヒを別として、それに次ぐニュルンベルクと並ぶ出版点数を誇った。この地で、神学者Johann Georg Walch編集のルター全集全24巻（1739-1753）、Allgemeine Welthistorie（仮訳『世界史』；1744-1814年に合計117巻）、クロップシュトックの『救世主』（Der Messias）またAlexander Gottlieb Baumgartenの、カントに影響を与えた『形而上学』（Metaphysica）等が刊行されている。
ブランデンブルク家は製塩法の効率化を促進した。19世紀なかばまで、ハレはドイツで唯一製塩に石炭を使っていた。
ナポレオン戦争では第四次対仏大同盟時のハレの戦い（1806年）によってフランスに占領された。1815年にプロイセン領ザクセン州の一部になった。
1920年、独立社会民主党はこの地で開催された党大会でコミンテルンへの加盟を決定した。この方針に従うものがドイツ共産党へ合流したことで、同党の勢力が増すことになった。第二次世界大戦では、奇跡的に空襲をあまり受けず、沢山の歴史的建造物が無傷で残っている。戦後間もなくはアメリカ軍の占領下にあったが、すぐにソ連へ引き渡されることとなる（ソ連占領地域）。東ドイツ時代はハレ県の県庁所在地であった。

## 文化
18世紀にロンドンで活躍した作曲家、ヘンデルの出生地で、ヘンデル音楽祭が開催される。
プロイセン時代から大学都市として有名であり（マルティン・ルター大学ハレ・ヴィッテンベルク）、古典文献学および聖書解釈学の成立に大きく寄与した。クリスティアン・ヴォルフが哲学を講じた場所でもある。
ある伝説によれば、ハレの近くの森シュピッケンドルフ村では、人々が家に帰ってしまう昼の正午から1時まで、穀物の霊が毎日穀物畑を見回るが、人々はそれを「穀物天使」と呼んでいるという。
日刊紙は中部ドイツ新聞がハレで発行されている。

## 交通
ライプツィヒ、マクデブルクからは40分程で結ばれている。市内には路面電車が張り巡らされ、マルクト広場から市内各地は最大でも20分ほどである（ハレ市電）。

## 姉妹都市
- オウル（フィンランド）1968年
- コインブラ（ポルトガル）1974年
- リンツ（オーストリア）1975年
- グルノーブル（フランス）1976年
- カールスルーエ（ドイツ）1987年
- ヒルデスハイム（ドイツ）1992年
- ウファ（ロシア）1997年
- 嘉興市（中国）2009年
- サバンナ（アメリカ合衆国）2011年